# Transdisciplinarità
La transdisciplinarità è un approccio scientifico ed intellettuale che mira alla piena comprensione della complessità del mondo presente. Il termine indica una forma di ricerca integrativa e cooperativa in cui partecipano non solo accademici, ma anche esperti della società civile, dell'economia, della politica e della cultura. La transdisciplinarità mira quindi a riconoscere la pluralità delle risorse di conoscenza e a integrare non solo con la conoscenza scientifica ma anche con le conoscenze esperienziali e pratiche nel lavoro di ricerca.

## Storia
Il termine transdisciplinarità è emerso negli anni '70. Jean Piaget offriva la seguente definizione per il termine transdisciplinarità:
Il fisico teorico Basarab Nicolescu propose nel 1985 una definizione più dettagliata, evidenziando che la formulazione di Piaget poteva indurre a trasformare la transdisciplinarità in una super-disciplina, una sorta di sistema chiuso in contraddizione con il suo proprio requisito di instabilità dei confini attraverso le discipline.  Nicolescu introdusse il concetto di “oltre le discipline” e sviluppò la sua idea in successivi articoli e libri. La modifica di Nicolescu non arrivò, come da lui stesso evidenziato, dal semplice adeguamento etimologico del prefisso trans ma proprio dalla sua profonda esperienza in fisica quantistica. Potrebbe sembrare un paradosso che dal cuore centrale di una scienza esatta si giunga all’idea di un limite della stessa conoscenza disciplinare.
Non si tratta di una nuova disciplina in senso stretto, ma di una nuova "attitudine", un nuovo approccio intellettuale, culturale, pedagogico e operativo.

## Postulati
La transdisciplinarità viene definita da Basarab Nicolescu con tre postulati metodologici:
- l'esistenza di differenti gradi di realtà, di percezione e di conoscenza;
- la logica del terzo incluso;
- la complessità.

La transdisciplinarità si distingue dalla multidisciplinarità come pure dalla interdisciplinarità poiché si situa a un differente livello di comunicazione. La transdisciplinarità supera le varie discipline e insieme le attraversa, la sua ricerca non è inscrivibile nell'ambito di una disciplina propriamente detta, con un oggetto e un metodo definiti. La transdisciplinarità attraversa e oltrepassa tutte le discipline con l'obiettivo di comprendere la complessità del mondo moderno con un approccio enciclopedico, che restituisce al sapere umano unitarietà nella diversità. Questo è un primo elemento di legittimazione. In tale contesto, come si può parlare di transdisciplinarità con concetti che sono quelli degli "specialisti"? Il linguaggio transdisciplinare è sia logico che analogico. Le analogie, come ad esempio l'entropia, permettono con tutte le precauzioni l'utilizzo di una terminologia con significati comuni. Comunque, bisogna fare attenzione al rischio di un riduzionismo e di una eccessiva vaghezza semantica, poiché l'uso di concetti "nomadi", per quanto ricco di potenzialità, richiede grandi precauzioni epistemologiche, per non produrre l'effetto contrario, di rendere ancora più difficile la comunicazione tra le diverse aree della conoscenza.
Si è spesso osservato l'effetto pericoloso dell'uso improprio dei concetti nomadi. D'altra parte, per fare un esempio illustre di un uso felice dei concetti nomadi, si sa che Charles Darwin ha utilizzato concetti propri della orticoltura per costruire la teoria dell'evoluzione. Ma va da sé che questo nomadismo epistemologico funzionale di certi concetti è una costante nella storia della evoluzione delle scienze. Tuttavia, l'attitudine transdisciplinare prevede un nomadismo linguistico e semantico "consapevole". Quando l'uso di concetti nomadi avviene correttamente, lo sviluppo scientifico ne viene grandemente avvantaggiato, come dimostra appunto il caso di Darwin.
Un altro elemento di legittimazione, se di questo si tratta, è il progetto della costruzione di un "esperanto scientifico", di un nuovo linguaggio che abbia tra le sue varie finalità anche quella di dar vita ad un nuovo "sapere autonomo", con i suoi nuovi oggetti e la sua propria metodologia. Vera e propria "utopia scientifica", la transdisciplinarità si pone più come un nuovo paradigma, o come un nuovo sapere dei paradigmi comuni alle differenti discipline, che come disciplina a sé.